# Сёдермальм
Сёдермальм (швед. Södermalm) — один из районов Стокгольма в центральной части города, расположенный на одноимённом острове.
Сёдермальм связан с окружающими его районами рядом мостов. Со Старым городом (Gamla stan) район связан мостом Слюссен (швед. Slussen).
Район занимает площадь в 5,71 км², население по состоянию на 2011 год — 101 тысяча человек.
Административно Сёдермальм является частью Стокгольмской коммуны. С 2007 года он представляет собой, вместе со Старым городом и некоторыми другими районами, административный округ Сёдермальм.

## История

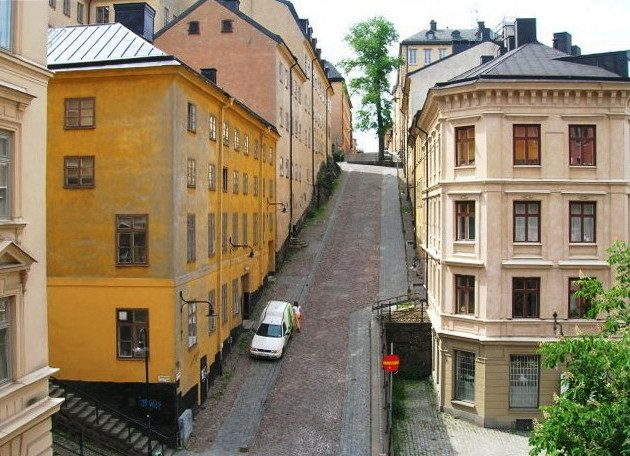
Улица Brännkyrkagatan

Название Södermalm («Suthraemalm») впервые упоминается в 1288 году. До начала 17 века Сёдермальм представлял собой сельскую местность. Первые районные поселения были запланированы и построены в середине 17 века. Здания включали в себя как жильё рабочего класса, так и летние дома и павильоны обеспеченных семей.

## Транспорт
Станции метро
- Мариаторгет Mariatorget T13, T14
- Medborgarplatsen T17, T18, T19
- Слюссен T13, T14, T17, T18, T19
- Зинкенсдамм (станция метро) (Zinkensdamm) T13, T14
- Hornstull T13, T14

Исторически важной частью общественного транспорта Стокгольма были лифты, поднимающие пассажиров с набережной острова на его возвышенную часть, — такие как Марияхиссен и Катаринахиссен.